# سفارت استونی در کانبرا
سفارت استونی در کانبرا (به انگلیسی: Embassy of Estonia) یک منطقهٔ مسکونی و نمایندگی سیاسی این کشور در استرالیا است که در کانبرا واقع شده‌است.